# Mylène Farmer
Mylène Farmer, pseudonimo di Mylène Jeanne Gautier (Montréal, 12 settembre 1961), è una cantautrice e ballerina francese.

## Biografia
Mylène Farmer è nata a Pierrefonds-Roxboro in Québec, Canada, un sobborgo di Montréal, da genitori francesi; l'intera famiglia tornò in Francia quando lei aveva otto anni.
Sceglie il suo pseudonimo in omaggio a Frances Farmer, attrice statunitense dal destino spaventoso, dopo aver visto il film in cui il ruolo di Frances Farmer veniva interpretato da Jessica Lange nell'adattamento cinematografico del 1982. Segue una formazione teatrale, la sua prima apparizione mediatica è in una pubblicità per un detersivo. Grazie all'incontro con Laurent Boutonnat che ne rimane affascinato entra a far parte del mondo della musica, costruendosi un personaggio singolare e misterioso che sin dai suoi debutti le permette di essere seguita da moltissimi fan.
Col tempo diventa molto popolare in Francia e in altri paesi francofoni, mentre all'estero si fa conoscere particolarmente in Russia, Ucraina e nei paesi dell'est Europa. Ad oggi è l'artista ad aver posizionato più singoli al numero uno in Francia, l'unica artista femminile francese ad essersi esibita allo Stade de France e una delle poche cantanti francesi a vantare collaborazioni con artisti internazionali (Moby, Ben Harper, Seal, Archive, Hurts e Sting per citarne qualcuno).  È inoltre l'unica artista francese ad aver venduto più di un milione di copie per ogni album studio e questo fa di lei l'artista francese con maggiori vendite da quasi trent'anni.

## Carriera

### 1984-1986: Il debutto
Il debutto discografico avviene nel 1984 con il 45 giri Maman a tort, singolo in cui la Farmer canta l'amore di una bimba per la sua infermiera. Il singolo incontra il successo (100.000 copie vendute) Esce in seguito un secondo singolo On est tous des imbéciles, singolo considerato ad oggi come il maggiore flop nella carriera della cantante. Al contrario del precedente, il terzo singolo, Plus grandir è accompagnato da un video-clip abbastanza lungo per l'epoca in cui si iniziano a intravedere i primi elementi dell'universo Farmer/Boutonnat (sesso, religione, morte ecc.)
È tuttavia la canzone Libertine che le permette di trovare il successo: sostenuta da un videoclip molto ambizioso ispirato a Barry Lyndon, Libertine diventa in poco tempo il primo vero successo di Mylène.
Il video clip inoltre è una novità nel panorama musicale francese a causa della durata del video (più di 10 minuti) e anche per il fatto che Mylène Farmer diventa la prima cantante in assoluto ad apparire integralmente nuda in un video clip musicale. È in questa occasione inoltre che adotta i capelli rossi che contribuiscono a distinguerla dalle cantanti dell'epoca.
Esce così il suo album di debutto, Cendres de lune, che contiene tutti i singoli estratti in precedenza (ad eccezione di On est tous des imbéciles) più il singolo successivo Tristana. In breve tempo Mylene Farmer diventa la cantante francese di maggiore successo di questa epoca.

### La Madonna francese
Mylène Farmer si guadagna la fama con le sue canzoni ricche di testi ambigui o scandalosi, e i video piuttosto espliciti. Sarà soprannominata col tempo Ange Rouge ovvero l'angelo rosso, ma anche la Madonna francese per l'attitudine trasgressiva e disinibita che ha in comune con la star del pop. I suoi videoclip invece sono spesso paragonati a quelli di Michael Jackson poiché ritenuti dei veri e propri cortometraggi (basti pensare che Pourvu qu'elles soient douces dura 17 minuti).

### 1987-1990:Ainsi soit je...e la prima tournée
Nel 1988 pubblica il secondo album studio Ainsi soit je..., un album che contiene i suoi più grandi successi come Sans contrefaçon, che le varrà il suo statuto di icona gay, Pourvu qu'elles soient douces e la title track Ainsi soit je..., la sua ballade più famosa. L'album arriva al primo posto nella classifica francese degli album e supera il milione di copie vendute.
Nel 1989 inizia la sua prima tournée, Tour 89, in tutta la Francia. Con questo tour Mylène Farmer offre un vero show all'americana, con scenografie mastodontiche e coreografie studiate nei minimi dettagli. Gli abiti sono affidati a Thierry Mugler.

### 1991-1994:L'Autre...eGiorgino
Nel 1991 pubblica L'Autre..., il suo terzo album studio che viene anticipato dal singolo Désenchantée, il più grande successo di tutta la sua carriera. È in questo periodo che il personaggio di Mylène Farmer inizia a tingersi di mistero: la cantante infatti ottiene un controllo totale sulla sua immagine (nessuna opera da lei prodotta può essere utilizzata se non dalle sue etichette discografiche) e inizia a disertare inviti a trasmissioni televisive e interviste.
Nonostante la sua assenza nel mondo dei media, Mylène Farmer diventa grazie a L'Autre... l'artista con maggiori vendite in Francia e nel 1993 vince un World Music Awards come migliore interprete femminile.
Nel 1992 viene pubblicata una raccolta di remix chiamata Dance Remixes, che avrà una breve promozione per i troppi impegni del duo Farmer/Boutonnat.
Nel 1994 esce il primo film di Laurent Boutonnat, Giorgino, con Mylène Farmer come protagonista. Il film dura quasi tre ore e tratta tematiche che non convincono il pubblico francese: costituisce di conseguenza il primo flop di Mylène Farmer e del suo produttore.

### 1995-1997: L'anamorfosi
Mylène Farmer torna nel 1995 con l'album della trasformazione estetica, del cambio di aspetto ma soprattutto con un album rivoluzionario dal punto di vista musicale: Anamorphosée, il quarto album studio della rossa, è caratterizzato da sonorità più rock ed elettriche e rappresenta una vera metamorfosi fisica e spirituale dell'artista.
Infatti in questo periodo Mylène Farmer accantona la sua immagine di artista tormentata per dare spazio a una donna disinibita e provocante. Il cambiamento si vede ma soprattutto si sente: il pubblico apprezza e il successo non tarda ad arrivare con più di 1.400.000 copie vendute per l'album, mentre il singolo XXL è subito primo.
I video clip de L'Instant X  e XXL sono diretti dal regista statunitense Marcus Nispel (il rifacimento di Non aprite quella porta) mentre quello di California è stato diretto da Abel Ferrara. Le foto del libretto dell'album sono ad opera del celebre fotografo Herb Ritts.
Segue un secondo tour, il Tour 1996, con Paco Rabanne ai costumi. Il tour ottiene un formidabile successo e il CD del concerto, Live à Bercy, diventa in poco tempo l'album live più venduto in Francia. Inoltre è con la tournée del 1996 che Mylène Farmer conferma il suo status non detronizzabile di icona gay, grazie ad esibizioni con ballerini vestiti da drag queen e agli abiti sfarzosi e luccicanti indossati dalla diva.

### 1999-2000: Mylènium
Nel 1999 l'album Innamoramento segna un ritorno a sonorità pop rock in cui Mylène per la prima volta si cimenta come autrice non solo dei testi, ma anche delle musiche di 5 dei brani contenuti in questo lavoro. Come i precedenti lavori, anche questo album supera di gran lunga il milione di copie vendute e diventa uno dei più apprezzati dai fans della rossa.
Il live corrispondente chiamato Mylènium Tour è uno dei live più belli della scena pop in cui la Farmer mette in atto delle performance spettacolari, con la presenza sulla scena di una statua rappresentante Iside di 9 metri circa ispirata a H.R Giger. La tournée Mylènium Tour è un tale successo che le decine di date sono completate da 3 serate speciali a Mosca e a San Pietroburgo in Russia.

### 2000-2004: Alizée eLes Mots
Nel 2000 collabora di nuovo con Laurent Boutonnat per le parole e la musica dell'album Gourmandises della giovane cantante Alizée in cui è presente la hit Moi... Lolita, che raggiunge le prime posizioni nelle classifiche di diversi paesi europei  e si tratta di uno dei pochissimi brani in francese ad aver raggiunto la top ten inglese. Nel 2003 la coppia Farmer-Boutonnat, visto anche il successo ottenuto dall'album della ragazza, realizza anche un successivo disco per quest'ultima, intitolato Mes courants électriques, che ottiene anch'esso un buon successo, ma minore rispetto al precedente. Inoltre, viene organizzata sempre dai due una tournée per Alizée, che verrà svolta tra il 2003 e l'inizio 2004, e le registrazioni di essa saranno utilizzate per incidere un album live denominato Alizée en concert, distribuito nel 2004 e che ha ottenuto particolare successo in Messico. In seguito al rilascio di quest'ultimo album, Alizée ha deciso di abbandonare amichevolmente la partnership con Farmer e Boutonnat, per dedicarsi a nuovi progetti con altri autori; tale partnership ha comunque permesso alla corsa di diventare la cantante francese di maggior successo all'estero, con sei milioni di dischi venduti tra il 2000 e il 2004.
Contemporaneamente alla produzione dei due album per Alizée, nel novembre 2001 Mylène realizza la raccolta Les Mots che raggruppa i 30 titoli più importanti della sua carriera, tra cui sono presenti tre inediti: Les Mots, in duetto col cantante britannico Seal, C'est une belle journée e Pardonne-moi. Questo album raggiunge velocemente il record del Best Of più venduto in Francia, superando il milione di copie.

### 2005-2007:Avant que l'ombre..., Bercy 2006 e il cinema
Nel febbraio 2005 Mylène Farmer torna dopo 3 anni con il singolo Fuck Them All: il video, dalle tinte dark, viene affidato al giovane regista spagnolo Agustin Villaronga. Il singolo si colloca subito ai primi posti in Francia, Svizzera e Belgio e anticipa l'album Avant que l'ombre..., uscito il 4 aprile, il quale raggiunge gli 800.000 esemplari venduti. Un album più intimista dalle sonorità acustiche e meno elettroniche. L'album arriva a collocarsi primo in Francia, Svizzera e Belgio, nonostante la totale assenza di promozione da parte della star.
Segue un tour chiamato Avant que l'ombre à Bercy, comprendente 13 concerti tenuti al Palais omnisports de Paris-Bercy, che hanno ottenuto una partecipazione complessiva di circa 170.000 spettatori. Il DVD live uscito quasi un anno dopo il tour vende 500.000 copie diventando il DVD musicale più venduto di tutti i tempi in Francia.
Contemporaneamente arriva sul mercato un nuovo singolo, un duo con l'artista americano Moby, che raggiunge un notevole successo di pubblico e di vendite nei vari paesi francofoni. Il titolo è Slipping away (Crier la vie) e riscuote successo anche in Russia.
A dicembre del 2007 nelle sale europee esce il film animato di Luc Besson intitolato Arthur e il popolo dei Minimei, e lo stesso regista invita Mylene Farmer come doppiatrice del personaggio principale, la principessa Selenia. Quasi contemporaneamente esce il nuovo film di Laurent Boutonnat,"Jacquou le Croquant" e per l'occasione Mylene canta una canzone inedita chiamata "Devant Soi"  brano di coda contenuto nella colonna sonora del film.
Nel mese di ottobre Mylène si aggiudica al NRJ Ciné Awards 2007 il premio come migliore voce per il doppiaggio del film Arthur e il popolo dei Minimei. Il premio sarà ritirato alla cerimonia da Luc Besson.

### 2008-2010:Point de suturee lo Stade de France
Ai 13 concerti tenuti a Bercy nel 2006 segue un anno mezzo di pausa. Nel gennaio 2008 viene annunciato che Mylène Farmer avrebbe dato un concerto il 12 settembre 2009 allo Stade de France. Il 28 marzo 2008 vengono messi in vendita gli 80 000 biglietti, che vengono venduti in meno di 2 ore. Viene aggiunta un'ulteriore data allo Stade de France per l'11 settembre 2009.
Oltre allo stade de France, Mylène Farmer annuncia una imponente tournée anche in provincia (tra le tappe Nizza, Marsiglia e Lione) e all'estero nei principali stadi di Ginevra, Bruxelles, Mosca e San Pietroburgo.
Nei primi mesi di maggio si apprende il titolo del nuovo singolo di Mylène Farmer, Dégénération, ed è trasmesso dalle radio il 19 giugno 2008. L'album, Point de suture, esce il 25 agosto. Il cd è composto da 10 tracce, tra cui un duetto con Moby e una traccia nascosta (Ave Maria). L'album raggiunge la prima posizione nella prima settimana di messa in vendita e anche il primo singolo arriva alla vetta della classifica. I successivi singoli estratti (Appelle mon numéro, Si j'avais au moins..., C'est dans l'air e Sextonik) raggiungono la prima posizione nella classifica francese dei singoli.
Il 2 maggio 2009 Mylène Farmer debutta nella prima data della sua tournée a Nizza al palazzo Nikaia davanti a circa 8 000 persone. La scenografia presenta due grandi scheletri semoventi. I vestiti sono firmati Jean Paul Gaultier e la setlist prevede alcune tracce del nuovo album e vecchi successi come Libertine, Désenchantée e L'Âme-Stram-Gram.
L'11 e 12 settembre la cantante si esibisce allo Stade de France davanti a 80 000 persone per ciascuna serata. È la prima artista francese ad esibirisi in quell'ampio impianto.
Nel dicembre 2009 esce il quinto album live di Mylène Farmer, N.5 on Tour che racchiude la tracklist dei concerti presentati solo in provincia.

### 2010-2011:Bleu noire il best of2001.2011
Il 27 settembre 2010 la Polydor annuncia l'uscita del nuovo singolo di Mylène Farmer che s'intitola Oui mais... non e viene trasmesso dalle radio dal 29 settembre 2010. Il singolo è prodotto da RedOne, produttore delle hit di Lady Gaga come Bad Romance o Alejandro. È la prima volta che Laurent Boutonnat non collabora ad una canzone di Mylène Farmer.
L'album in cui è contenuto il singolo s'intitola Bleu noir ed è stato pubblicato il 6 dicembre 2010. Per l'occasione sarà creato un sito temporaneo dedicato al nuovo album, nel quale i fans potranno scoprire un nuovo elemento (come estratti di tracce, videoclip e foto) raggiungendo ogni volta un numero determinato di visite. L'album contiene 12 tracce e varie collaborazioni tra Mylène e artisti come Moby, RedOne, Archive. Rimarrà alla prima posizione della classifica degli album francesi per 3 settimane consecutive e a soli tre mesi dopo la sua pubblicazione è certificato disco di diamante per più di 500.000 copie vendute.
In contemporanea con l'uscita dell'ottavo album, Mylène Farmer pubblica due duetti: il primo con Ben Harper con il quale Mylène Farmer interpreta la canzone Never tear us apart cover del gruppo INXS inserita in un album di cover dal titolo Original sin dedicato al leader della band deceduto nel 1997, Michael Hutchence; altro duetto è quello con la cantante Line Renaud, che in occasione dell'uscita del suo album di duetti Rue Washington, canta insieme alla Farmer la canzone C'est pas l'heure composta da Laurent Boutonnat e scritta da Mylène Farmer. Questo è il primo duetto con una cantante femminile per la rossa.
Nel 2011 pubblica 2001.2011, il suo secondo best of contenente i singoli pubblicati tra il 2001 e il 2011. La raccolta include due inediti, Du Temps e Sois moi - Be me.

### 2012-2013:Monkey MeeTimeless 2013
Nel 2012 Mylène Farmer pubblica À l'Ombre, singolo che anticipa il suo nono album Monkey Me. Per la produzione di quest'album Mylène Farmer torna a collaborare con il suo complice di sempre Laurent Boutonnat, al quale affida le musiche delle nuove tracce. Contemporaneamente all'uscita dell'album, viene annunciata una nuova tournée europea dal nome Timeless 2013 che debutterà a settembre 2013. La tournée prevede inizialmente 10 spettacoli al Palais Omnisports de Paris-Bercy più altre date in provincia, in seguito altri spettacoli in Svizzera, Belgio, Russia e Bielorussia. Solo nel primo giorno di messa in vendita sono stati venduti 100.000 biglietti.

## Lo stile Farmer

### I testi
I testi di Mylène Farmer sono impregnati di temi ricorrenti come il sesso, la morte, la religione o l'amore e presentano spesso numerosi riferimenti o citazioni di altri autori o poeti come Charles Baudelaire, Emily Dickinson o Francesco Alberoni. Il suo personaggio misterioso si rispecchia anche nei suoi testi, dei quali non fornisce mai una spiegazione ben precisa.
Maman a tort racconta l'amore di una ragazzina per la sua infermiera all'ospedale; Pourvu qu'elles soient douces tratta di un uomo ossessionato dalle natiche della sua amante, con accenni al tema della sodomia; Que mon cœur lâche tratta dell'amore con il profilattico all'epoca dell'AIDS; Sans logique ha come tema principale la schizofrenia che risiede in ogni uomo e che viene nascosta dal perbenismo; Rêver è un inno alla pace e alla tolleranza con riferimenti all'olocausto; in C'est une belle journée vi è una paradossale ma perfetta simbiosi tra il testo che parla del suicidio e la musica allegra e ritmata della traccia; Optimistique-moi è uno dei testi più intimi di Mylène Farmer in cui descrive il suo rapporto speciale col padre con ambigui riferimenti all'incesto.
Tra i fan la cantante annovera Amélie Nothomb, che nel 1996 l'ha intervistata per Vogue Allemagne

### La musica
La sua musica ha abitualmente una tonalità pop o synth pop, talvolta accentuata da ritmi più dance o elettronici. Nei suoi primi album prevale un sound tipicamente anni ottanta, mentre negli anni novanta la Farmer sperimenta nuove strade musicali come il rock, l'alternative, il pop celtico, l'oriental pop ecc.
Negli anni 2000 la Farmer predilige per i suoi album un sound più dance o techno, ma pur sempre con una base pop.
Laurent Boutonnat è stato il compositore esclusivo di tutte le sue musiche a partire dal 1984 al 2009. Eccezionalmente nel 1999 la Farmer è autrice e compositrice di cinque tracce del suo album Innamoramento.
Nel 2010 Mylène Farmer affida la produzione delle musiche del suo album Bleu noir a produttori di fama internazionale come Moby, RedOne (produttore delle hit di Lady Gaga) e il gruppo anglosassone Archive, scartando per la prima volta nella sua carriera la partecipazione di Laurent Boutonnat ad un suo album.

### I videoclip
I videoclip della cantante sono particolarmente curati e carichi di una potente simbologia. Spesso sono paragonati ai videoclip di Michael Jackson poiché si presentano in sotto forma di veri e propri cortometraggi.
I videoclip di Libertine e Pourvu qu'elles soient douces, sono ambientati all'epoca della guerra dei Sette Anni. I clip di L'Âme-Stram-Gram, California e Fuck Them All  utilizzano il tema del doppio.
La fiaba popolare è anche un tema importantissimo nei primi videoclip di Mylène Farmer: in Sans contrefaçon, ad esempio, interpreta un originale Pinocchio che si innamora del proprio babbo mentre in Tristana presenta la favola di Biancaneve e i sette nani ambientata durante la Rivoluzione russa. A causa del realismo presente in questi videoclip, che paradossalmente si accosta al tema della fiaba, molti di questi video terminano con un finale tragico.
Laurent Boutonnat è stato il regista di tutti i suoi videoclip che vanno dal 1984 al 1992. Dal 1993 in poi Mylène Farmer affida i suoi videoclip a registi di fama internazionale come Abel Ferrara, Luc Besson, Marcus Nispel, Olivier Dahan o Michael Haussman.

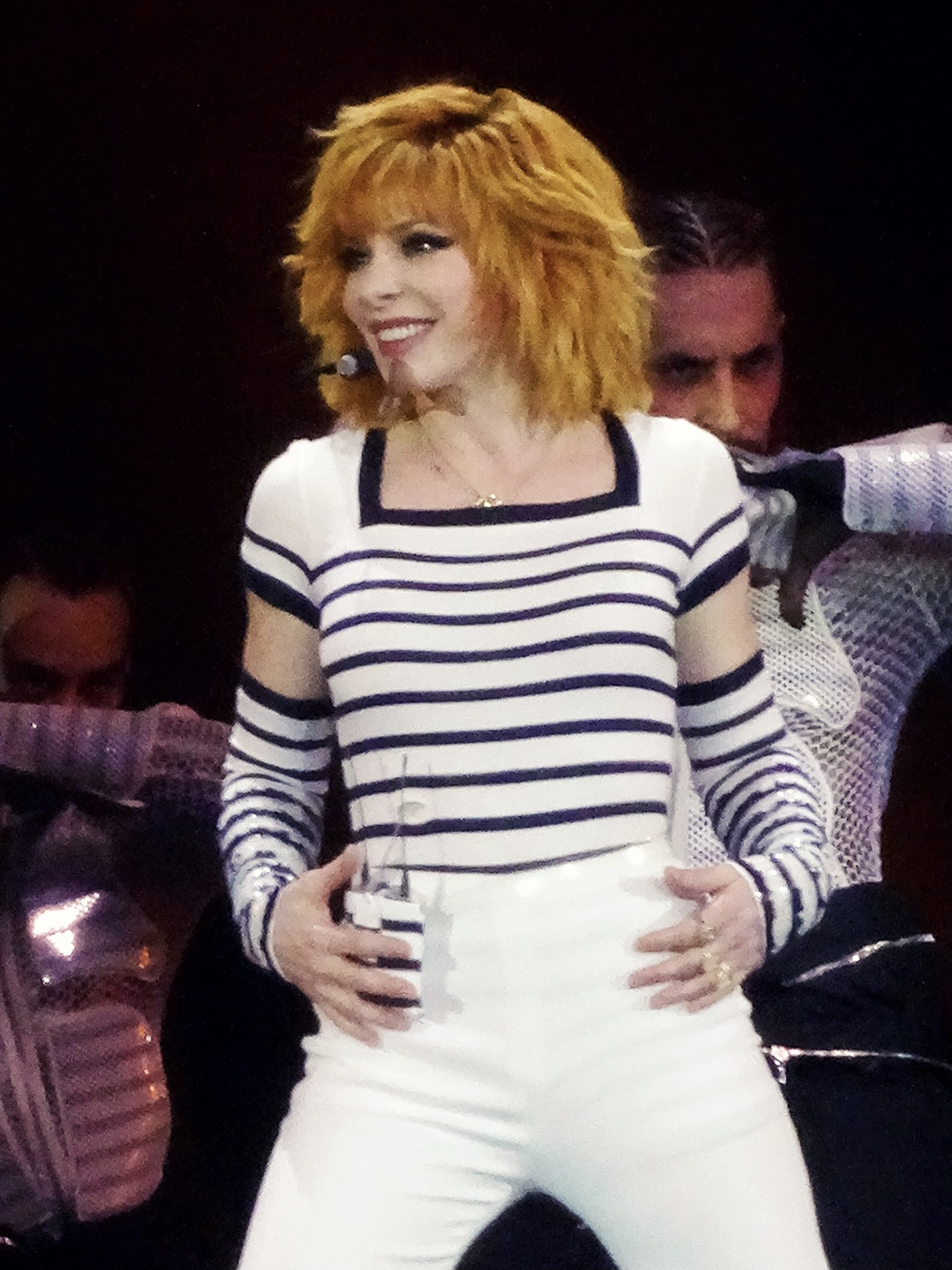
Mylène Farmer in concerto nel 2019.

### I concerti
Sin dai suoi debutti Mylène Farmer offre al suo pubblico degli show tipicamente all'americana, spesso comparati a quelli di Michael Jackson o Madonna. La Farmer ha consacrato la sua quinta tournée con En tournée (Mylène Farmer) nel 2009 e si è esibita rispettivamente in Francia, Svizzera, Belgio e Russia.
Ciascuna tournée presenta delle scenografie singolari e mastodontiche, costituite da diversi elementi come ad esempio la statua di Iside di nove metri di altezza utilizzata nel Mylènium Tour del 1999, l'enorme ragno d'acciaio del tour del 1996 e la possente scalinata di Bercy 2006.
Nei suoi concerti Mylène Farmer presenta originali coreografie insieme ad altri ballerini e alterna momenti di euforia ad altri più intimi in cui canta accompagnata da un solo pianoforte.

## Discografia

### Album in studio
- 1986 - Cendres de lune
- 1988 - Ainsi soit je...
- 1991 - L'Autre...
- 1995 - Anamorphosée
- 1999 - Innamoramento
- 2005 - Avant que l'ombre...
- 2008 - Point de suture
- 2010 - Bleu noir
- 2012 - Monkey Me
- 2015 - Interstellaires
- 2018 - Désobéissance
- 2022 - L'Emprise

## Filmografia

### Attrice

#### Cinema
- Giorgino, regia di Laurent Boutonnat (1994)
- La casa delle bambole - Ghostland (Ghostland), regia di Pascal Laugier (2018)
- Bambi, una vita nei boschi, (Bambi, l'histoire d'une vie dans les bois), regia di Michel Fessler (2024)

#### Televisione
- Affaire suivante – serie TV, 1 episodio (1986)
- Cocoricocoboy – serie TV, 1 episodio (1986)

### Doppiatrice
- Selenia in Arthur e il popolo dei Minimei, Arthur e la vendetta di Maltazard e Arthur e la guerra dei due mondi

## Riconoscimenti e premi

### Riconoscimenti album
- Disco di diamante: Ainsi soit je..., L'Autre..., Anamorphosée, Innamoramento, Les Mots, Bleu noir, Monkey Me
- Triplo disco di platino: Live à Bercy, Point de suture, Interstellaires
- Doppio disco di platino: Mylènium Tour, Avant que l'ombre..., N°5 on Tour, 2001.2011, Timeless 2013
- Disco di platino: En concert, Dance Remixes, Avant que l'ombre... À Bercy
- Doppio disco d'oro: Cendres de lune
- Disco d'oro: RemixeS

### Premi
- Victoires de la musique:
  - Victoire della miglior cantante degli ultimi 20 anni (2005)
  - Victoire dell'album francese più esportato (Anamorphosée) (1997)
  - Victoire per la migliore cantante francese dell'anno (1988)
- NRJ Music Awards:[32]
  - Miglior album francese (Point de suture) (2009)
  - Miglior album francese (Avant que l'ombre...) (2006)
  - Miglior artista femminile francese (2003)
  - Miglior artista femminile francese (2002)
  - Miglior artista femminile francese (2001)
  - Miglior artista femminile francese (2000)
  - Miglior album francese (Innamoramento) (2000)
  - Miglior concerto (2000)
- M6 Awards:
  - Miglior clip (Optimistique-moi) (2000)
- World Music Awards:
  - Migliore artista francese (1993)